# Lilliput hadművelet
A Lilliput hadművelet (Operation Lilliput) a második világháború csendes-óceáni hadszínterén, az Új-Guineán előrenyomuló ausztrál csapatok utánpótlását szolgálta 1942-1943-ban.

## Előkészületek

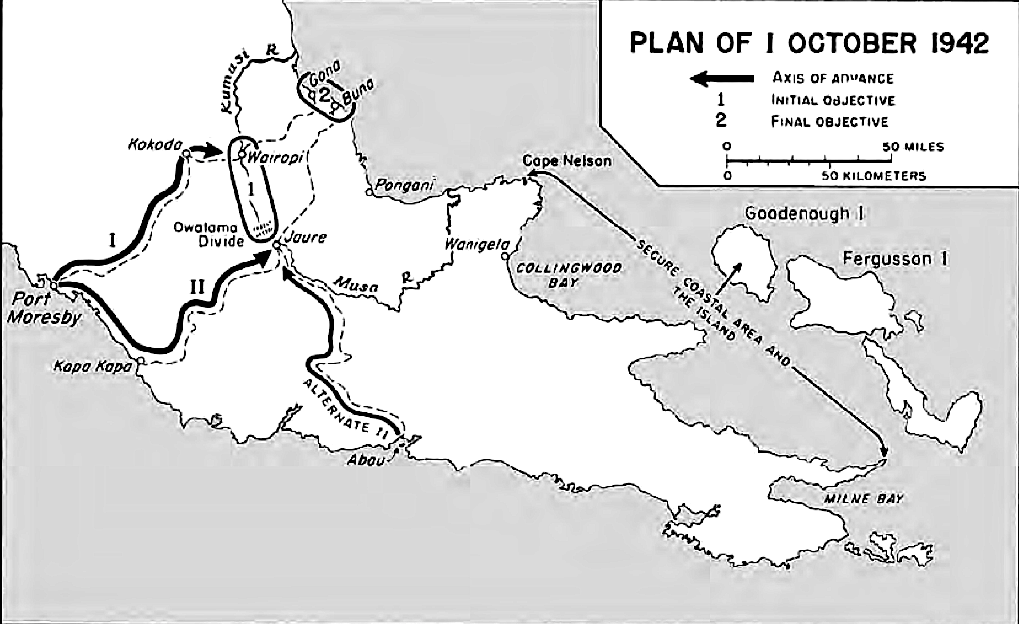
A konvojok útja

1942. november közepén befejeződött a Kokoda ösvényi csata Új-Guineán, és a szövetséges csapatok megkezdték az előkészületeket a nagy japán hídfő, Buna és Gona megostromlására. A hídfő elfoglalása elengedhetetlen volt ahhoz, hogy folytathassák előrenyomulásukat a sziget nyugati partján, illetve belsejében észak felé. Ehhez azonban folyamatos ember- és felszerelés-utánpótlásra volt szükség, amelyet sem szárazföldön, sem légi úton nem tudtak biztosítani. A szövetségesek úgy döntöttek, hogy teherhajókkal oldják meg az utánpótlást.
A hajókat a Holland Kelet-Indiák, a mai Indonézia szigetei között működő holland hajótársaság (Koninklijke Paketvaart-Maatschappij) adta. Köztük volt a Balikpapan, a Bantam, a Bontekoe, a Both, a Cremer, a Janssens, a Japara, a Karsik, a Maetsuycker, a Patras, a Reijnst, a s’Jacob, a Swartenhondt, a Tasman, a Thedens, a Van den Bosch, a Van Heemskirk, a Van Heutz, a Van Outhoorn, a Van Spillbergen és a Van Swoll. A Karsik korábban Soneck néven a német kereskedelmi flotta egysége volt. A hadműveletek idején harckocsikat szállított.

## A hadművelet
Az egy-két hajóból és kísérő korvettekből álló konvojok az ausztrál kézen lévő, a sziget keleti oldalán található Milne-öbölből indultak a Buna közelében fekvő Oro-öbölbe be. Az első hajó, a Japara a Lithgow korvett kíséretében 1942. december 18-án hajózott ki. A következő hat hónapban a kereskedelmi hajók és kísérőik rendszeresen megtették az utat a két öböl között, és katonákat, felszereléseket szállítottak. Az Oro-öböl felszereltsége elég szegényes volt, mindössze egy pontonhídon folyhatott a kirakodás, amelyet gyakran légiriadók zavartak meg.
1943. január 9-én egy japán repülőgép megrongálta a kirakodó Van Heutsz-ot. Március 8-án egy légi támadásban elsüllyedt a 's Jacob Porlock Harbournál. A legénység hét tagja meghalt. Áprilisban a japán haditengerészet megindította az I hadműveletet, amelynek során koncentrált légitámadásokat hajtott végre Új-Guinea és a Salamon-szigeteki kikötők ellen. A Milne-öböl elleni egyik támadásban elsüllyedt a Van Heemskerk. A Bantamot partra kellett futtatni, miután megrongálta egy japán repülőgép, és több más hajó is megsérült a légi akciókban.
Az utolsó konvoj 1943. június 17-én indult. Az eltelt hat hónapban a tervezett 40 útból 39-et végrehajtottak a főleg holland teherhajók, amelyeket 15 ausztrál korvett kísért. A hajók 3802 katonát és 60 ezer tonna felszerelést szállítottak az Oro-öbölbe.

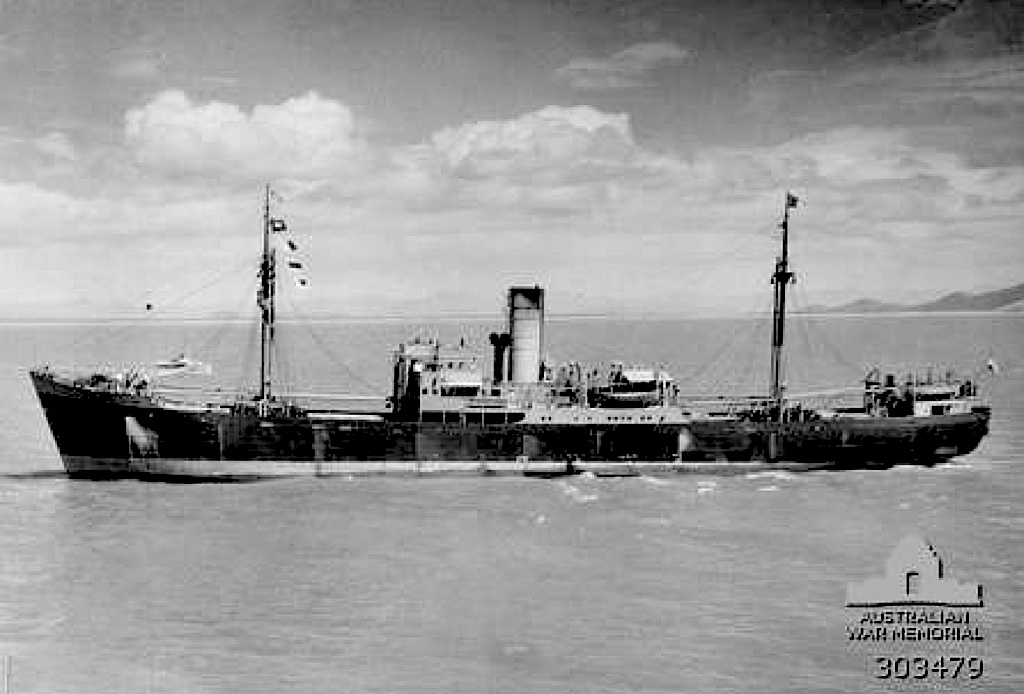
A Karsik
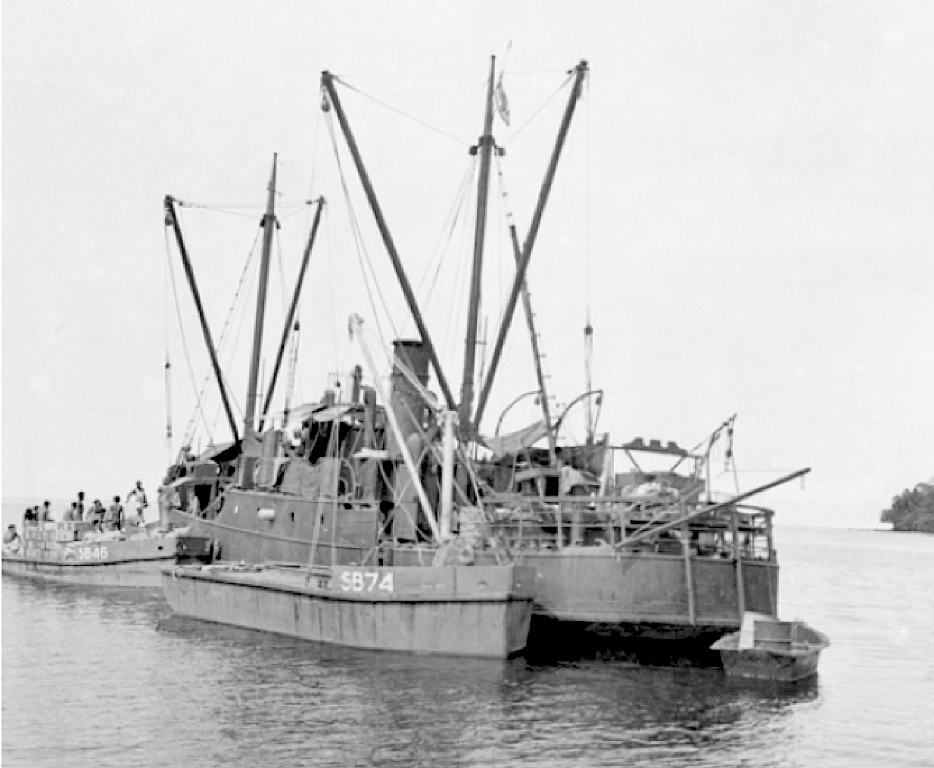
A Hokitika
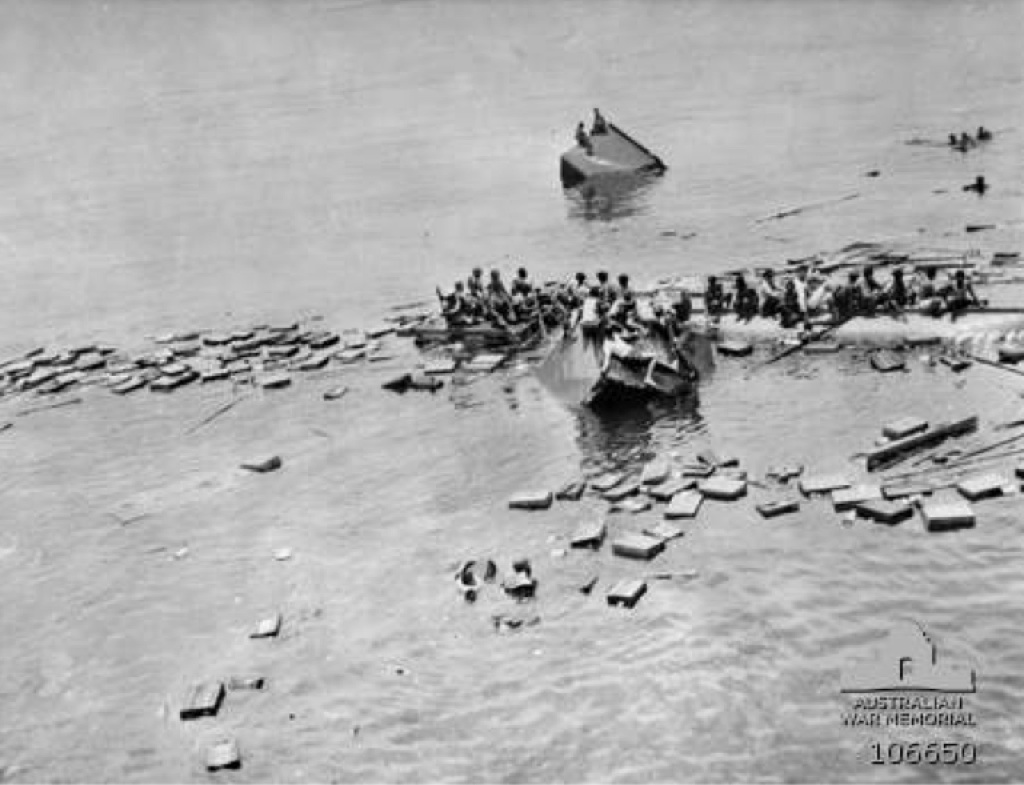
A 's Jacob túlélői
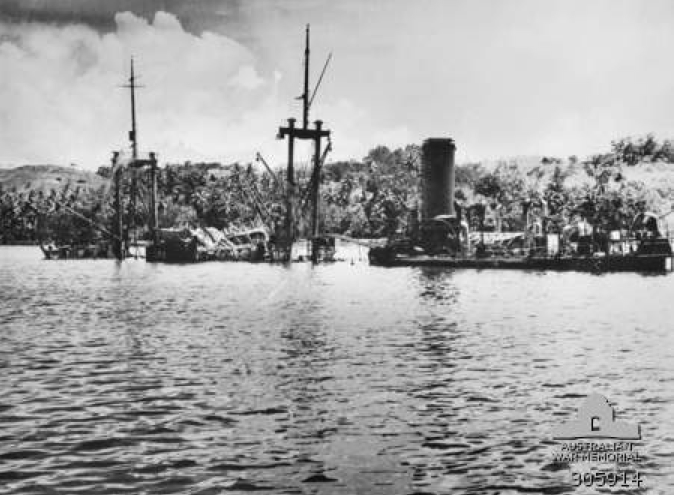
Az elsüllyedt 'Bantam
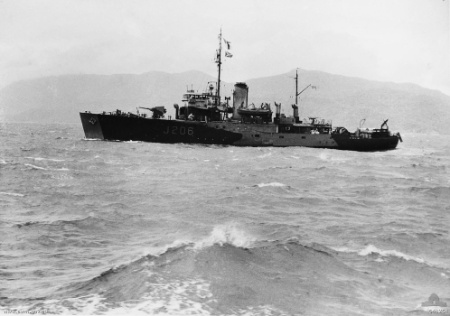
A 'Lithgow korvett
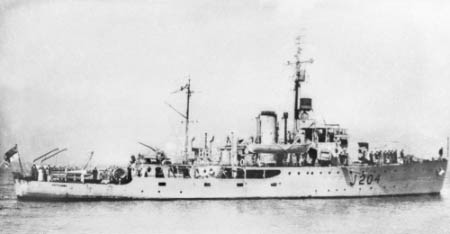
A 'Katoomba korvett